# Lac McGee
Pour les articles homonymes, voir McGee.
Le lac McGee (en anglais : McGee Lake) est un lac américain dans le comté de Tuolumne, en Californie. Il est situé à 2 469 mètres d'altitude au sein de la Yosemite Wilderness, dans le parc national de Yosemite.